# Titus (apostel)
Titus (latin "den ärade"), född omkring år 10 i Korinth, död 105 i Gortyn, var en av aposteln Paulus medarbetare i hans apostoliska arbete. Han omvändes till kristendomen av Paulus och var församlingsföreståndare. Av det i Nya Testamentet befintliga brevet till honom från Paulus framgår, att han i denna egenskap haft sin verksamhet på ön Kreta, där han av Paulus kvarlämnats för att som överhuvud för de där av aposteln stiftade församlingarna ordna församlingsförhållandena och tillsätta lärare. Titus var troligen från Antiochia i Syrien. En tid vistades han hos Paulus under dennes andra fångenskap i Rom. Enligt den kyrkliga traditionen blev Titus biskop på Kreta och dog där en naturlig död.

### Webbkällor
- Agasso, Domenico. ”San Tito, vescovo” (på italienska). Santi e Beati. Arkiverad från originalet den 27 januari 2021. https://archive.md/BlRzw. Läst 27 januari 2021.
- ”Saint Titus” (på engelska). CatholicSaints.Info. Arkiverad från originalet den 27 januari 2021. https://archive.md/Vs9Q3. Läst 27 januari 2021.
- Titus i Nordisk familjebok (andra upplagan, 1919)